# 和平银元
和平银元（英語：Peace dollar）是美国铸币局1921至1928年生产的1美元硬币，后又在1934年投产至1935年。硬币设计经过公开招标，要求以和平为主题，最终安东尼·德·弗朗西斯奇胜出。硬币正面是自由女神侧面头像，背面是栖息时抓着橄榄枝的白头海雕，下方还有“和平”字样。和平银元是美国历史上最后一种使用白银铸造的一美元流通硬币。
根据1918年通过的皮特曼法，美国铸币局从1921年开始每年生产数百万枚摩根银元。钱币学界呼吁铸币局发行新币，纪念第一次世界大战结束后的和平。国会不同意就重新设计硬币立法，但政府官员接受建议并采取行动。1921年12月，财政部长安德鲁·W·梅隆批准和平银元设计，1907年开始的美国硬币重新设计工作至此完成。
部分公众认为设计方案上的断剑象征失败，铸币局只能匆忙磨掉。和平银元于1921年12月28日投产，标识年份为1921的硬币刚刚超过一百万枚。新币在1928年数量达到皮特曼法要求后停产，但1934至1935年又因新法复产。1965年，丹佛铸币局生产31.6万余枚1964年版和平银元之举引来大量争议，但这些硬币始终没有发行，据信均已熔毁。

## 背景和准备

### 立法变迁
1878年2月28日，国会通过布兰德－阿利森法（Bland–Allison Act），要求财政部每个月从国内购买至少价值两百万美元的白银并铸造成银元。铸币局采用助理雕刻师乔治·托马斯·摩根（George T. Morgan）的新设计，新币人称摩根银元。银行把大量银元存入金库，以备公众兑换银元卷（Silver certificate）所需。1890年，国会又通过谢尔曼白银采购法案，大幅提升财政部每月必须购买的白银量。虽然新法在1893年废除，但库存的白银实在太多，直到1904年才全部铸成硬币，摩根银元至此停产。
第一次世界大战期间，为动摇英国对印度的统治，德国政府散布谣言，声称英国已经无力将印刷的所有纸币兑换成白银。谣言和囤积、挤兑白银的热潮共同影响，导致银币上升，战局很可能会朝对英国不利的方向发展。英国向战争盟友美国求援，请美国供应白银降低银价。美国国会因此在1918年4月23日通过皮特曼法（Pittman Act），授权联邦政府向英国出售最多3.5亿枚银元包含的金属，其中每金衡盎司白银要价一美元，另需加付硬币中所含铜的价格和装卸、运输费用。最终美国一共熔毁2亿7023万2722枚摩根银元，占当时总产量的47%。皮特曼法还要求财政部从国内采矿业购买白银铸造新币，替代熔毁的摩根银元。

### 构想和立法尝试
1918年11月，《钱币学家》（The Numismatist）杂志刊登弗兰克·杜菲尔德（Frank Duffield）的文章，提议为协约国赢得第一次世界大战胜利发行硬币，并且发行量要确保硬币“永远不会变得罕见”，但在他以前是否还有人提出过类似构想尚无定论。1920年8月，美国钱币协会在芝加哥举办年会，会上宣读钱币学家法兰·泽布的文章《用流通硬币纪念和平》（Commemorate the Peace with a Coin for Circulation）。文中写道：
我无意主张要用银元作为和平硬币，但要是不久的将来就会恢复银元生产的话，或许最好还是要有新设计。铸币所需银锭供应充足，法律上已经许可，产量限制也已不是问题，这都为倡导和平硬币铺平道路。当年我们送出银元帮助赢得战争，如今我们恢复生产纪念胜利与和平。

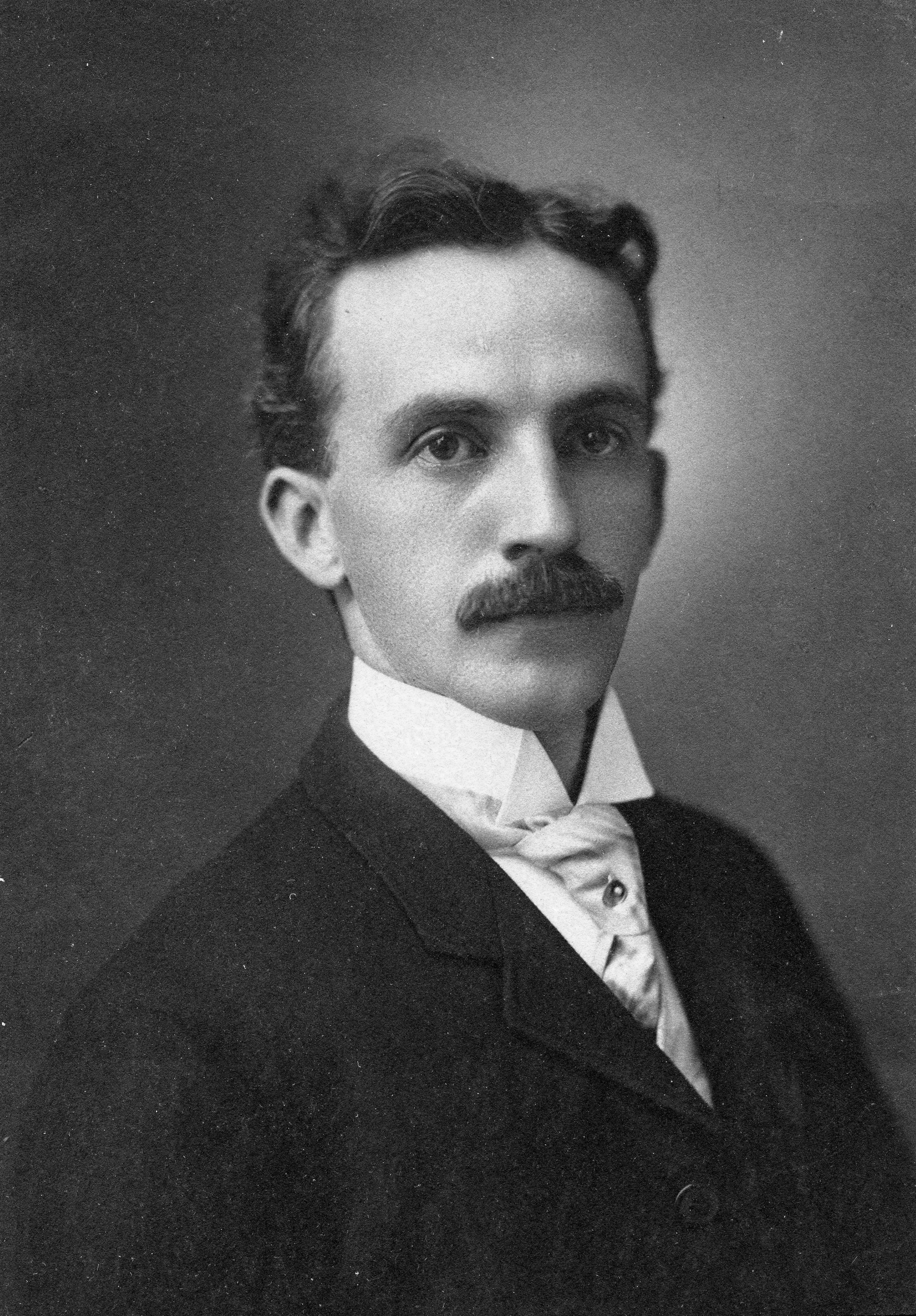
1920年美国钱币协会年会宣读钱币学家法兰·泽布（图）的文章，促使支持发行和平硬币的人们合作

泽布的提议促使钱币协会组建委员会，负责将倡议传达国会并推动立法。对此钱币史学家沃尔特·布林（Walter Breen）表示：“显然，这是钱币收藏家首次体现出这么大的政治影响，在动摇铸币局立场之余还能影响国会”。委员会成员威廉·艾伯特·艾什布鲁克（William A. Ashbrook）不但是俄亥俄州民主党联邦众议员，还曾担任众议院铸币和度量衡委员会主席直至共和党在1918年选举后占优为止。
艾什布鲁克1920年竞选连任失败，但任期要到来年3月4日才结束。他与度量衡委员会新任主席、印第安纳州共和党议员阿尔伯特·亨利·维斯塔尔（Albert Henry Vestal）关系友好，并说服对方同意在1920年12月14日就和平硬币提议召集听证会。现场没有法案等待审议，委员会直接听取钱币学会代表发言，经过讨论，面积较大的一美元银币最为理想，因为这样的艺术设计空间更大。委员会没有立即采取行动，维斯塔尔直到1921年3月沃伦·盖玛利尔·哈定就职后才同新任财政部长安德鲁·W·梅隆和铸币局局长雷蒙德·贝克（Raymond T. Baker）会晤，两人表示只要新设计不耗费政府开支，他们愿意支持。
1921年5月9日，费城铸币局依据皮特曼法要求恢复摩根银元生产，维斯塔尔也于同一天在国会递交授权发行和平银元的联合决议案。维斯塔尔虽将法案送至一致同意审核日程，但国会就在此时进入长时间休会，没有采取行动。国会重开后，维斯塔尔于同年8月1日再度提请一致同意法案，但就在此时，伊利诺伊州议员、前共和党领袖詹姆斯·罗伯特·曼（James Robert Mann）反对。钱币史学家罗杰·伯迪特（Roger Burdette）指出，曼在众议院很有地位，他的反对足以确保法案不能通过。不过，维斯塔尔还是在与钱币学会代表会晤时表示，会在12月国会重开时再度尝试。

### 设计竞赛
1920年12月国会应美国钱币学会要求召开听证会后，美國美術委員會主席查尔斯·摩尔（Charles Moore）决定介入。1921年5月26日，摩尔和另一名委员兼野牛镍币设计师詹姆斯·厄尔·弗雷泽（James Earle Fraser）与铸币局局长贝克见面，三人一致认为最好是在美术委员会主持下为新币举办设计竞赛。7月26日，委员会以书面文件正式推荐举办邀请参赛制竞赛，方案从获邀雕塑家的设计中选出。胜出者可获1500美元奖金，其他人也有100美元参与奖。7月28日，哈定总统发布第3524号行政命令，规定硬币设计方案先由美术委员会审核后再交财政部长批准。法案在国会受挫后，贝克于九月初联络摩尔，决定先搁置竞赛计划直至国会通过法案。
到了11月，倡导者们已经意识到和平硬币并非一定要有国会批准，因为摩根银元投产已超25年，根据1890年通过的法律，财政部长有权决定持续生产25年的硬币是否需要更换新设计。此时，铸币局还在大量生产摩根银元，补充根据皮特曼法熔毁的硬币。虽然国会尚在休会，但贝克还是于11月上旬联系弗雷泽讨论设计竞赛细节。据伯迪特记载，贝克突然变得如此热衷主要是因为哈定总统即将正式宣布与德国停战——美国尚未批准凡尔赛条约，所以需要正式宣告战争结束。此外，哈定政府寄予厚望的华盛顿裁军会议也马上就要召开。11月19日，弗雷泽通过私人信件通知参赛人员，并在四天后再度去信告知正式规则和要求，递交作品的截止日期是12月12日。所有参赛者以前都曾设计美国硬币，包括赫蒙·麦克尼尔（Hermon MacNeil）、维克多·大卫·布伦纳（Victor D. Brenner）和阿道夫·温曼（Adolph Weinman）。
根据规则，参赛者需在正面描绘自由女神的头像，并且要“尽可能美丽和充满个性”。反面需按《1792年铸币法案》规定刻有老鹰，其他方面可由设计者自行决定。铭文方面，硬币上需有面额、发行国全名，格言（“合众为一”）、（“我们信仰上帝”）和（“自由”）。
12月13日，美术委员会集合审议设计方案，其中除获邀参赛者的作品外，还有应贝克要求递交、铸币局首席雕刻师摩根的设计，以及纽约市弗利欧先生（Mr. Folio）不请自来的方案。各方案向美术委员会展示的方式已不可考，但经弗雷泽、摩尔，以及委员会前委员、雕塑家赫伯特·亚当斯（Herbert Adams） 反复讨论，最终大家一致选中安东尼·德·弗朗西斯奇的方案。

### 设计

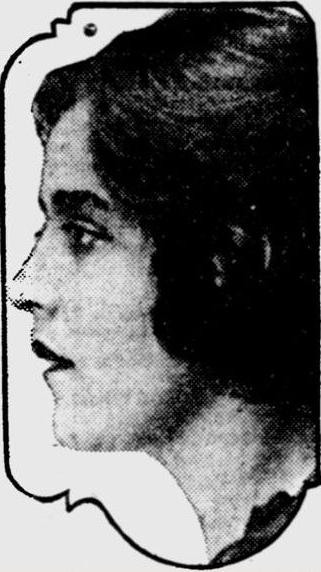
特雷莎·德·弗朗西斯奇是和平银元正面自由女神头像的原型，上图是她1922年为报纸拍摄的照片

弗朗西斯奇此时只有34岁，在所有参赛者中最为年轻，在硬币设计领域的经验也比较少。其他大部分人都曾为铸币局设计纪念币或常规流通硬币，弗朗西斯奇只为1920年的缅因州百年纪念半美元做过石膏模型，而且整个过程缺乏自主权，事后还表示不看好项目。
雕塑家根据夫人特雷莎·德·弗朗西斯奇（Teresa de Francisci）刻画正面的自由女神形象，这主要是因为竞赛日程太紧，没有足够时间雇佣理想的模特儿。特雷莎生于意大利那不勒斯，她在接受采访时称，自己五岁随家人搭船移民美国时就经过自由女神像，对之深感着迷，还叫上家人一起模仿塑像的姿势。她后来还在写给弟弟罗科（Rocco）的信中表示：
还记得我经常扮成自由女神，而且学校的爱国活动要是选别人出演自由女神时我有多么伤心吗？为托尼（指丈夫安东尼）的设计充当模特儿时我经常想到那段时光，如今，看到自己成为新硬币上的自由女神，就像儿时最美好的梦想终于实现。

沃尔特·布林认为，自由女神头上戴的太阳冠与某些古罗马硬币没什么区别，但却能更加明确地激起有关自由女神像的回忆。据设计师回忆，他当时打开画室窗户，让风吹在夫人脸上，他就在一旁创作。但是，他并不觉得设计图案上完全是特雷莎的形象。安东尼指出，虽然“鼻子和丰满的嘴唇很像我妻子，但整张脸已经拉长”。安东尼共递交两种背面设计，其中一种是好战的老鹰，气势十足地将剑折断；另一种是正在休息的老鹰，脚上还抓着橄榄枝。安东尼曾在设计凡尔登市徽章时采用类似的橄榄枝和老鹰设计，但未能入选，此次终于成为和平银元设计。他递交的正面设计与最终成品几乎完全相同，仅有头像面部细节略有差异，同时设计方案上的罗马数字改成阿拉伯数字。
12月15日，贝克、弗朗西斯奇与摩尔在华盛顿哥伦比亚特区面谈。贝克希望和平银元在1921年投产，这样设计日程就非常紧张，同时他还提出几项修改要求，其中一项就是增加设计师另一份背面设计上的断剑，放在老鹰站立的山上，与橄榄枝一起。修改后的设计获贝克批准后于12月19日呈交哈定总统审核，总统坚持去掉自由女神脸上某个在他看来仿佛酒窝的小点，认为这不是和平的象征，设计师同意修改。

### 争议

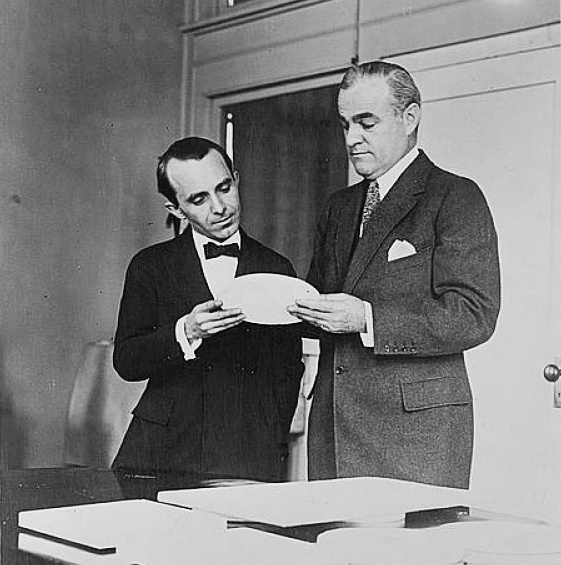
雕塑家安东尼·德·弗朗西斯奇（左）和铸币局局长雷蒙德·贝克（右）检查新银元的石膏模型

1921年12月19日，新设计由财政部公布。报纸刊登设计师和铸币局局长检查最终石膏模型的照片，还有设计图案的文字描述，这主要是因为财政部此时将报纸刊登美国硬币照片定为非法行径。12月20日，财政部长梅隆正式批准设计，此后铸币局需要几天时间制作金属模，所以新币暂定在12月29日投产。
新设计引来报纸争相报导并引发大量公众关注。铸币局的新聞稿称硬币背面是“巨大的老鹰在断剑上栖息，并紧抓刻有‘和平’字样的橄榄枝”。12月21日，《纽约先驱报》（New York Herald）发表社论严厉谴责新设计：
如果剑锋上有剑鞘套住，或是剑尖已经改钝，那没问题，谁都知道剑鞘象征和平，钝剑代表慈悲。但是，断剑只会带来不愉快的联想。

断剑说明剑的主人名声扫地，要么战败，要么投降。断剑说明剑的主人已经无力再效忠君主或维护主权。但是美国的剑没有断！他没有被收买或打败，没有对自己失去信心，剑锋依然明亮、锋利而可靠。设计者在象征主义上犯下如此错误，这着实令人遗憾。剑不但象征正义，也代表力量。不要让全世界被这种新银元欺骗，美国的确在努力限制军备、防止战争或至少尽量减轻战争的可怖，但这绝不意味着我们的剑会断！
据伯迪特记载，第一次世界大战带来的巨大创伤导致此时美国人对国家象征十分敏感，甚至不愿给予艺术家任何解释余地。铸币局、财政部和美术委员会都开始收到大量反对新设计的公众来信。设计师为方案据理力争，称“剑的旁边就是代表和平的橄榄枝，两者放在一起就根本不可能把剑解读成失败的象征”。贝克此时已离开位于美国东岸的首都，用三天时间横跨整个大陆前往旧金山铸币局。12月22日下午与摩尔和弗雷泽开会商讨后，代理局长玛丽·玛格丽特·奥赖利根据两人建议于12月23日给贝克发电报，请他赶快批准去掉背面的剑。考虑到时间紧急，如果等待贝克回复才行动就不可能在1921年结束前投产，奥赖利呈请财政部副部长西摩·帕克·吉尔伯特（Seymour Parker Gilbert）并获得授权，铸币局马上去掉背面的断剑图案。同时为满足总统行政命令的要求，美术委员会迅速同意变更后的设计，12月24日贝克通过电报同意申请时，吉尔伯特已在没有亲眼看到新设计的情况下直接代替梅隆部长批准。随后发布的新闻稿称，弗朗西斯奇另一份背面设计中的断剑不会出现在新硬币上。12月25日发布的新闻稿又将《纽约先驱报》立为去掉硬币设计断剑图案的头号功臣。法兰·泽布看到弗朗西斯奇对设计方案的辩护和新闻稿后认为，设计师可能误以为是他的另一套设计方案入选。

## 铸造

### 初步发行
断剑设计引发争议需要移除时，铸币局已将石膏模型缩制成出币毂，上面的断剑非常小，是首席雕刻师摩根于12月23日使用极其精细的雕刻工具在放大镜下一点一点移除，当时接到通知赶来费城铸币局的弗朗西斯奇就在一旁，确保模具修改后仍然符合他的要求。设计的变更不能只是去除断剑，其他部分也必须调整。首席雕刻师需要掩盖去除断剑的痕迹，为此他把之前被剑挡住一半的橄榄枝延长，但又不得不去掉鹰爪左侧的一小段树枝。摩根还强化背面的光线，令老鹰腿部变得更鲜明。雕刻师的技艺非常高超，以至85年后人们才发现和平银元经过他如此大量的调整。
12月28日，费城铸币局总监弗雷斯·斯泰尔（Freas Styer）给远在旧金山的贝克发电报，汇报和平银元投产情况。根据后来的汇报，铸币局共生产100万6473枚1921年版新币，伯迪特称，如果真的是在最后四天生产出这么多，那速度着实惊人，估计部分1922年生产的和平银元上所标年份仍然是1921。铸币局出产的第一枚硬币呈交哈定总统，但其具体去向至今成谜。奥赖利称已把硬币寄给总统，但哈定不到两年后就在任上去世，他的财产清单中没有这枚硬币，也没有任何文献记载。布林在美国硬币主题著作中称，硬币于1922年1月3日经信差送到哈定手上，但书中没有说明信息来源。1921年铸币局还曾生产少量精制硬币，其中既有缎面抛光，也有磨砂抛光，但具体数量已不可考。钱币史学家勒罗伊·范·艾伦（Leroy Van Allen）和乔治·马利斯（A. George Mallis）估计缎面抛光为24枚，磨砂抛光只有五枚。
1922年1月3日，和平银元开始进入商品流通。与1840至1978年铸造的所有银元或铜镍合金一美元硬币一样，和平银元直径38毫米，比铸币局1978年后铸造的现代一美元硬币大。此外，新币面世还标志着1907年开始的美国硬币重新设计工作终于完成。次日纽约联邦储备银行收到运来的硬币时，财政部位于该市的分库大楼前已经排起长队，铸币局运来的首批共7.5枚硬币当天就基本抢购一空。有江湖传言声称新币不好堆叠，但银行出纳员用行动向《纽约时报》证实，新币堆叠就像摩根银元一样没有任何问题。弗朗西斯奇此前付给摩根50美元购买新币，摩根于1月3日寄出。据特雷莎透露，设计师曾与很多人打赌说他会输掉设计竞赛，他用买来的这些硬币支付赌债，自己没有保留。
费城某家报纸发文称：
自由女神越活越年轻啦。看看昨天开始流通的新“和平银元”，许多年来这位年轻女子一直在为银币增姿添彩，但从没像费城铸币局刚刚开始生产的‘车轮子’这么好看。此外，这位年轻的女士已经不再拥有希腊人的轮廓，希腊式审美看起来已被新时代的思想取代。

### 修改和生产
铸币局刚投产就发现，要想充分展现设计细节，必须加大铸币金属模的压力，这导致金属模的报废速度很快。1922年1月10日，因贝克远在旧金山而继续代理铸币局局长的奥赖利下令停产和平银元。此前费城分局已将金属模发往丹佛和旧金山铸币局，但两局也遵照命令暂不投产，等待问题解决。铸币局邀请美术委员会提供建议，弗雷泽和弗朗西斯奇都接到通知前往费城。由于反复尝试都无法在保持浮雕高度的情况下解决问题，设计师同意修改设计降低浮雕。此前弗朗西斯奇的石膏模型是用铸币局异径车床缩减成硬币大小的出币毂。但是，铸币局在拥有这台类似缩放仪的设备15年后居然还是没人会用。对此伯迪特认为，如果铸币局邀请蒂芙尼公司或纽约奖章用品公司的技术员来操作，1922年版的低浮雕硬币效果很可能要好得多。
1922年1月，铸币局出产约3.24万枚摩根设法保留高浮雕的和平银元。这些硬币一度据信均已熔毁，但如今已确知至少有一枚经过市场流通存世。同时1922年高浮雕版精制币也曾偶尔在市场亮相，估计共有六到十枚。弗雷泽代表美术委员会批准修改后的低浮雕设计，费城铸币局于二月上旬限量试产。事实证明效果可以接受后，旧金山分局从2月13日开始生产低浮雕版，丹佛和费城分局分别在同月21和23日跟进。1922年，三家铸币分局共生产8400余万枚新版和平银元。
1926年，三家铸币分局生产的和平银元正面铭文（“上帝”）均略有加粗，而且铭文有变模糊的趋势。伯迪特认为，1925年摩根去世后继任首席雕刻师职位的约翰·雷·辛诺克（John R. Sinnock）可能是从格言（“我们信仰上帝”）中间开始调整，但不知是何原因导致只有一个单词加粗。这种情况直到1999年才被人发现，铸币局也没有任何记载。
和平银元基本只在更倾向使用硬币而非纸币的美国西部流通，此外还有大量硬币作为银行储备放入金库保存。人们往往从金库取出硬币作为圣诞礼物，其中大部分又在一月存回银行。1928年，铸币局在和平银元产量达到皮特曼法要求后停产。
1934年，和平银元又因国会新法案复产。该法要求铸币局大量购买价格正处历史低位的国产白银，确保白银矿主不愁销量。铸币局将廉价购买的白银制成货币，从中赚取大量铸币税，有时甚至直接用制出的银元购买银锭。根据法案授权，1934至1935年间出产的和平银元超过700万枚。铸币局官员还打算生产1936年版，甚至已经备好金属模，但最后因缺乏商业需求未予落实。辛诺克认为今后都不大可能需要再生产一美元硬币，铸币局因此在1937年1月销毁主模具。

## 1964-版和平银元

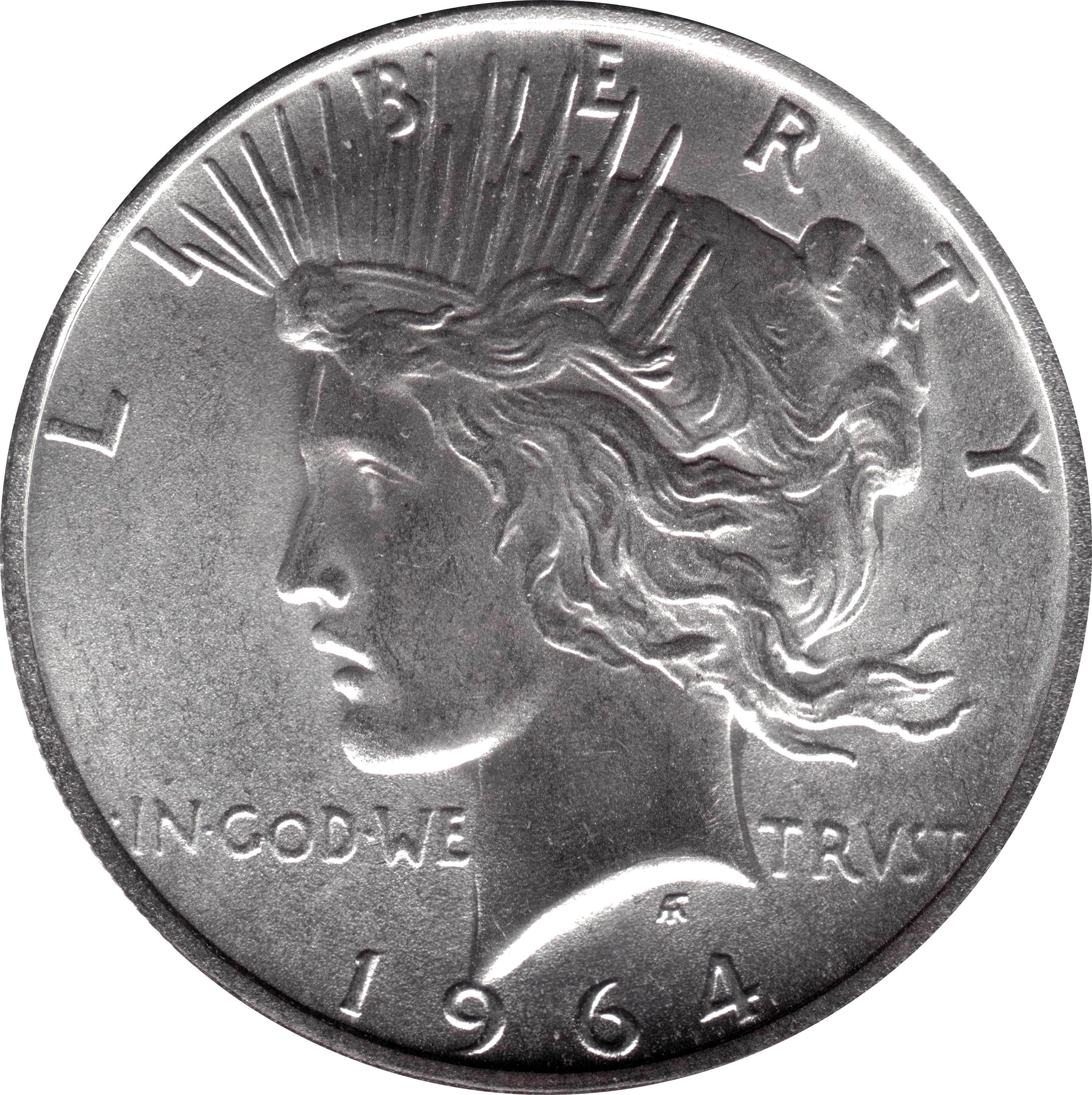
私营铸币厂使用真品银元打造的1964-D版和平银元，这类硬币不属正式生产的货币

1964年8月3日，国会通过法案授权生产4500万枚银元。随着白银价格攀升到包括一美元在内各种面额含银硬币中的金属银价值超过面额，银币就被人们囤积起来，变得极其罕见。法案新授权生产的银币准备投入包括内华达州赌场在内的美国西部市场，这些地方的商品交易更乐意使用金银等传统货币。钱币学界许多人发声，批评新硬币仅为满足少部分特殊利益群体所需，对普遍存在的硬币短缺问题没有任何帮助。蒙大拿州对银元需求很大，该州民主党联邦参议员、参议院多数党领袖迈克·曼斯菲尔德坚持要求铸币局投产。铸币局虽不情愿，但也只能先做准备。辛诺克1937年下令销毁模具时，仍有少数金属模保留下来，但年代久远都已不适合投产，铸币局助理雕刻师弗兰克·加斯帕罗受命制作新模。铸币局一度考虑用回摩根银元设计，但之后决定放弃，加斯帕罗复制出和平银元金属模。所有背面金属模均带有丹佛分局的铸币标记，这主要是考虑到新币是在西部流通，在距离最近的丹佛生产更合情理。
财政部长C·道格拉斯·狄龙反对复产和平银元，并于1965年初告知林登·约翰逊总统，这些硬币基本上不可能在蒙大拿州或其他任何地方流通，人们只会将其囤积起来。不过，狄龙又认为曼斯菲尔德参议员的坚持有道理，硬币的确有投产必要。狄龙于4月1日辞职，亨利·H·福勒刚继任马上遭到曼斯菲尔德质问，为何银元还不投产。福勒向参议员承诺妥善安排，不会让他失望。铸币局局长伊娃·亚当斯（Eva Adams）同样反对银元复产，但又想保留国会为此拨出的60万美元。曼斯菲尔德拒绝考虑取消或延迟生产，丹佛铸币分局于1965年5月12日开始试产，此前国会已经授权铸币局在1965年继续生产标识年份1964的硬币，所以试产的和平银元是1964-版。
和平银元复产的消息于1965年5月15日公布，钱币经销商马上承诺以7.5美元单价购买，这基本确保新币不可能流通。复产的消息引来抗议狂潮，公众和许多国会议员都认为此举无疑是在硬币严重短缺时继续浪费铸币局资源，只会让钱币经销商大发横财。5月24日，即国会匆忙召开听证会的前一天，亚当斯突然宣布新币只是试铸硬币，压根儿就没打算流入市场。铸币局之后表示，共计出产的31万6076枚银元都已在严密监控下熔毁。为确保同类事件不再发生，国会在《1965年铸币法案》加入规定，禁止铸币局之后五年生产银元。时至今日，无论公众或私人收藏家手中都没有确知的1964-版和平银元存在。1970年虽有两枚来源不明的样板出现在财政部库房，但也马上就被熔毁。此后很快出现部分样板经非法途径流入私人收藏的江湖传言，而且不时重现。此外，部分私人采用早期真品和平银元和非正式金属模压制的1964-版和平银元偶尔在市场上出现。
1970年，铸币局预计国会即将批准发行艾森豪威尔一美元硬币后使用贱金属材质试产少量和平硬币，据信这些均已熔毁。1970年12月31日，理查德·尼克松签署授权法案，新币正面是1969年3月去世的前总统德怀特·艾森豪威尔头像。用于市场流通的艾森豪威尔一美元硬币不含贵金属，只有部分面向收藏家的版本含银四成。

## 产量

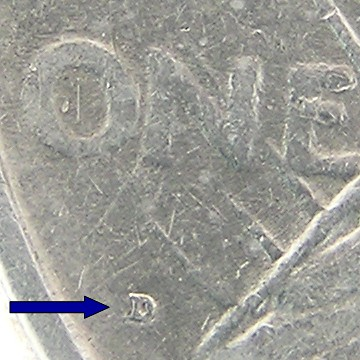
和平银元铸币标记位置

| 年份 | 费城铸币局  | 丹佛铸币局 | 旧金山铸币局 |
| ---- | ----------- | ---------- | ------------ |
| 1921 | 1,006,473   |            |              |
| 1922 | 51,737,000  | 15,063,000 | 17,475,000   |
| 1923 | 30,800,000  | 6,811,000  | 19,020,000   |
| 1924 | 11,811,000  |            | 1,728,000    |
| 1925 | 10,198,000  |            | 1,610,000    |
| 1926 | 1,939,000   | 2,348,700  | 6,980,000    |
| 1927 | 848,000     | 1,268,900  | 866,000      |
| 1928 | 360,649     |            | 1,632,000    |
| 1934 | 954,057     | 1,569,500  | 1,011,000    |
| 1935 | 1,576,000   |            | 1,964,000    |
| 合计 | 111,230,179 | 27,061,100 | 52,286,000   |

### 脚注
1. ↑  Van Allen & Mallis 1991，第25頁.
2. 1 2 3  Van Allen & Mallis 1991，第30頁.
3. ↑  Burdette 2008，第3–4頁.
4. ↑  Van Allen & Mallis 1991，第31頁.
5. ↑  Burdette 2008，第14頁.
6. 1 2 3  Van Allen & Mallis 1991，第409頁.
7. ↑  The Numismatist & October 1920.
8. 1 2  Breen 1988，第459頁.
9. ↑  Burdette 2005，第189–191頁.
10. 1 2  Burdette 2008，第17頁.
11. 1 2 3 4 5  Breen 1988，第460頁.
12. 1 2  Burdette 2005，第192–193頁.
13. 1 2  Burdette 2008，第21–22頁.
14. 1 2 3  Van Allen & Mallis 1991，第410頁.
15. ↑  Stathis 2009，第15頁.
16. ↑  Richardson 1891，第806–807頁，26 Stat L. 484, amendment to R.S. §3510.
17. 1 2  Burdette 2005，第194–195頁.
18. ↑  Burdette 2005，第196–197頁.
19. 1 2  Burdette 2005，第197–198頁.
20. 1 2  Burdette 2005，第198頁.
21. ↑  Burdette 2008，第27–28頁.
22. ↑  Burdette 2008，第24–25頁.
23. 1 2 3  Taxay 1983，第355頁.
24. ↑  The Numismatist, de Francisci & February 1922.
25. ↑  Burdette 2008，第26–27頁.
26. ↑  Burdette 2008，第28頁.
27. ↑  Taxay 1983，第356頁.
28. ↑  Burdette 2008，第32頁.
29. ↑  Burdette 2005，第207頁.
30. 1 2  Burdette 2005，第208頁.
31. ↑  Burdette 2005，第209頁.
32. ↑  Taxay 1983，第358頁.
33. ↑  Burdette 2005，第208–211頁.
34. ↑  Burdette 2008，第35頁.
35. 1 2  Burdette 2005，第213–214頁.
36. ↑  The Numismatist, Zerbe & February 1922.
37. ↑  Burdette 2008，第37–38頁.
38. ↑  Burdette 2005，第215頁.
39. 1 2  Van Allen & Mallis 1991，第411頁.
40. ↑  CoinWorld Morgan dollar.
41. ↑  CoinWorld Seated Liberty dollar.
42. ↑  CoinWorld Trade dollar.
43. ↑  CoinWorld Anthony dollar.
44. ↑  Vermeule 1971，第148頁.
45. 1 2  The New York Times & January 5, 1922.
46. ↑  Burdette 2005，第215–216頁.
47. ↑  Vermeule 1971，第150–151頁.
48. ↑  Burdette 2005，第223–225頁.
49. ↑  Burdette 2008，第168–169頁.
50. ↑  1922 Peace Dollar.
51. ↑  Burdette 2005，第226–227頁.
52. 1 2  Breen 1988，第461頁.
53. ↑  Burdette 2008，第220–221頁.
54. ↑  Burdette 2008，第62–63頁.
55. ↑  Breen 1988，第460–461頁.
56. ↑  Burdette 2008，第63頁.
57. ↑  Burdette 2008，第64頁.
58. ↑  Burdette 2008，第78頁.
59. ↑  Burdette 2008，第78–81頁.
60. ↑  Burdette 2008，第82–83頁.
61. ↑  Burdette 2008，第84頁.
62. ↑  Burdette 2008，第85頁.
63. ↑  The New York Times & September 13, 1964.
64. ↑  Burdette 2008，第86頁.
65. ↑  Burdette 2008，第87–88頁.
66. ↑  Burdette 2008，第98–101頁.
67. ↑  1964-D Peace Dollars - Do They Really Exist.
68. ↑  Moonlight Mint.
69. ↑  Burdette 2008，第102頁.
70. ↑  The New York Times & January 24, 1971.
71. 1 2 3  Breen 1988，第461–462頁.

### 书目
- Breen, Walter. . New York, N.Y.: Doubleday. 1988. ISBN 978-0-385-14207-6.
- Highfill, John W. . Tulsa, OK: Highfill Press, Inc. 1988–1992. ISBN 978-0962990007.
- Burdette, Roger W. . Atlanta, Ga.: Whitman Publishing. 2008. ISBN 978-0-7948-2669-7.
- Burdette, Roger W. . Great Falls, Va.: Seneca Mill Press. 2005. ISBN 978-0-9768986-0-3.
- Stathis, Stephen. . Darby, Pa.: DIANE Publishing. 2009  [2020-07-22]. ISBN 978-1-4379-2906-5. （原始内容存档于2021-01-13）.
- Taxay, Don.  reprint. New York, N.Y.: Sanford J. Durst Numismatic Publications. 1983 [1966]. ISBN 978-0-915262-68-7.
- Van Allen, Leroy C.; Mallis, A. George. . Virginia Beach, Va.: DLRC Press. 1991. ISBN 978-1-880731-11-6.
- Vermeule, Cornelius. . Cambridge, Mass.: The Belknap Press of Harvard University Press. 1971. ISBN 978-0-674-62840-3.
- Highfill, John W. (编). . Houston, TX. 1982-11-12  [2020-07-22]. （原始内容存档于2021-01-13）.
- Richardson, William Allen (编).  1. Washington, D.C.: US Government Printing Office. 1891  [2020-07-22]. （原始内容存档于2021-01-11）.

### 期刊与杂志
- Gilkes, Paul. . Coin World.   [2012-11-13]. （原始内容存档于2012-11-13）.
- Gibbs, William T. . Coin World.   [2012-11-25]. （原始内容存档于2012-11-25）.
- Orzano, Michele. . Coin World.   [2012-11-13]. （原始内容存档于2012-11-13）.
- . Coin World.   [2012-11-13]. （原始内容存档于2012-11-13）.
- Orzano, Michele. . Coin World.   [2012-11-13]. （原始内容存档于2012-11-13）.
- Zerbe, Farran. . The Numismatist. 1920-10: 443–444  [2020-07-22]. （原始内容存档于2021-01-13）.
- de Francisci. . The Numismatist. 1922-02: 60  [2020-07-22]. （原始内容存档于2021-01-11）.
- Zerbe, Farra. . The Numismatist. 1922-02: 60–61  [2020-07-22]. （原始内容存档于2021-01-11）.

### 报纸和网页
- . Moonlight Mint.   [2020-07-22]. （原始内容存档于2020-06-01）.
- . The New York Times. 1922-01-05  [2020-07-22]. （原始内容存档于2020-06-01）.
- Bardes, Herbert C. . The New York Times. 1964-09-13: X32  [2020-07-22]. （原始内容存档于2020-07-10）.
- Haney, Thomas V. . The New York Times. 1971-01-24: D29  [2020-07-22]. （原始内容存档于2020-07-10）.
- Q. David Bowers. . Professional Coin Grading Services. Collectors Universe.   [2020-07-23]. （原始内容存档于2019-04-28）.
- . Professional Coin Grading Services. Collectors Universe.   [2020-07-23]. （原始内容存档于2019-09-02）.

| 前任： 摩根银元 | 1美元硬币（1921至1928年，1934至1935年） 同期还有： 摩根银元（1921年） | 繼任： 艾森豪威尔一美元硬币 |